# Licheng, Jinan
Licheng är ett stadsdistrikt i Jinan i Shandong-provinsen i norra Kina.